# Desmiphora fuscosignata
Desmiphora fuscosignata là một loài bọ cánh cứng trong họ Cerambycidae.